# Laurent Hart
Pour les articles homonymes, voir Hart.
Laurent Hart, né le 6 décembre 1810 à Anvers et décédé à Bruxelles le 10 janvier 1860, est un médailleur belge.
Après avoir étudié à l'Académie des beaux-arts d'Anvers il se perfectionna chez Joseph-Pierre Braemt, Adrien Veyrat et Adolphe Jouvenel, médailleurs réputés de son temps.

## Son œuvre

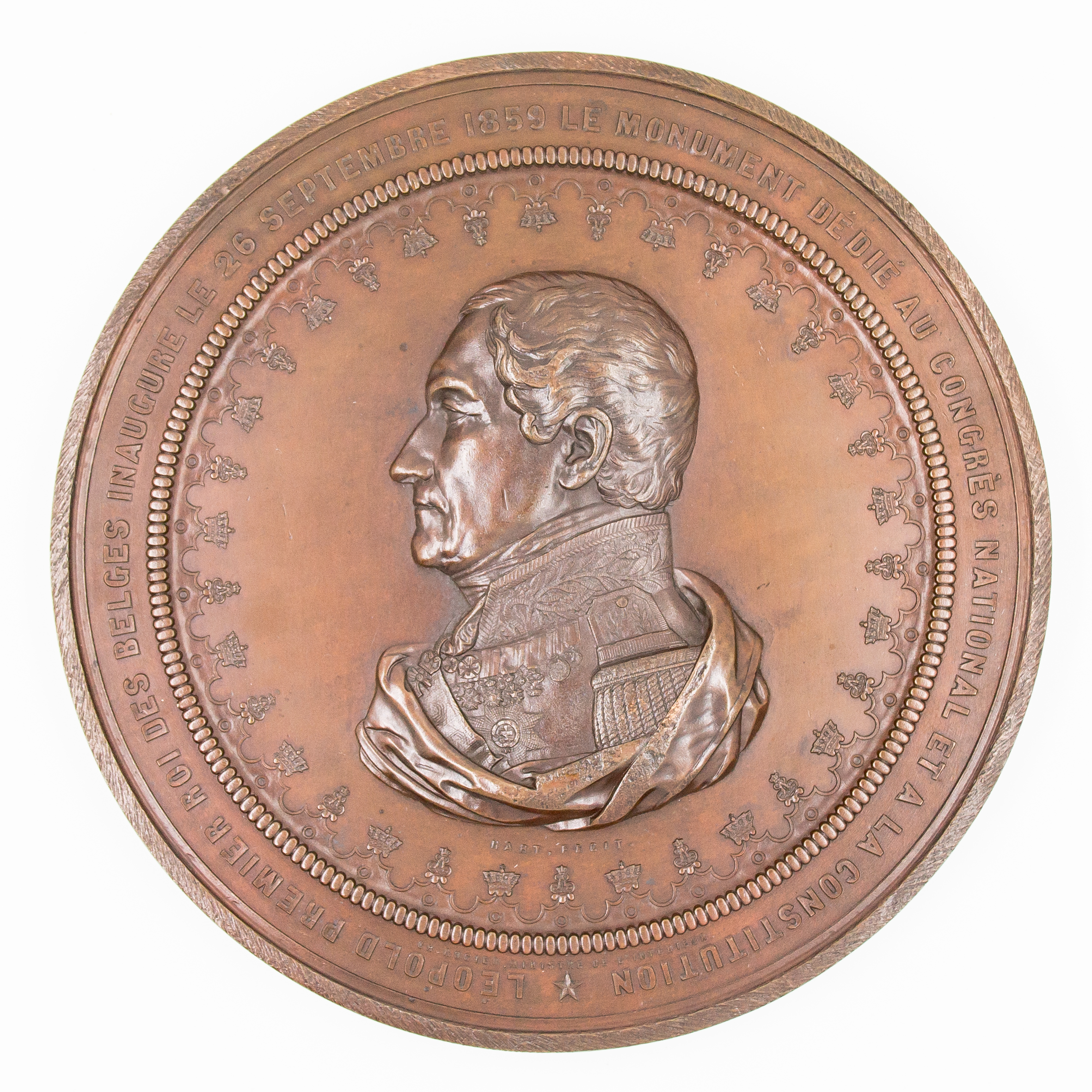
Médaille de Léopold Ier (avers), 1859.

Curiosité : les N à l'envers contenus dans la liste des membres du Congrès national.
Laurent Joseph Hart a produit une œuvre abondante. Il faisait partie de la franc-maçonnerie bruxelloise et des Vrais Amis de l'union.
Dans l'ancienne collection du baro de Surmont de Volsberghe, ministre de l'industrie, une belle part sur plus de mille pièces consiste en médailles de Hart.
- Médaille à l'effigie de Léopold Ier à l'occasion de l'inauguration de la colonne du Congrès de Joseph Poelaert. Cette grande médaille ne fut tirée en septembre 1859 qu'à 40 exemplaires, car la machine s'est brisée lors de la fabrication[3].
- Médaille à patine brune à l'effigie de Pierre-Paul Rubens à l'occasion de l'érection de sa statue à Anvers, 1840.
- Médaille à l'effigie du baron J. de Pélichy-van Huerne, bourgmestre de Bruges entre 1841 et 1854 (1855)
- Médailles et jetons en argent pour la Société des Agathopèdes, société secrète belge dont certains sont conservés au Cabinet des médailles à Bruxelles. Il réalisa leur grand sceau en 1849[4].
- Médaille à l'effigie du prince de Ligne curieusement signée Hart F (pour Hart Fecit ?)
- Médaille maçonnique qui contient la phrase « La Maçonnerie vivra. Dieu le veut ! » au droit et à l'avers des préceptes maçonniques.

- En 1847, à l'occasion de l'ouverture des Galeries Saint-Hubert de Bruxelles, il dut réaliser deux ou trois médailles différentes représentant la façade de la Galerie du Roi et celle de la Reine, et peut-être celle des Princes

- Cent ans plus tard on utilisa ses deux modèles signés pour remettre aux actionnaires en cet anniversaire  deux petites médailles différentes. Il en existe de deux formats différents; les plus grandes sont complétées d'un dessin de l'architecte Jean-Pierre Cluysenaar et de la liste des membres du conseil d'administration de 1947.